# Upplands runinskrifter 38
Upplands runinskrifter 38 är en vikingatida runsten av gnejsgranit i Säby, Galgbacken, Sånga socken och Ekerö kommun. Runstenen är 2,25 meter hög och 1,95 meter bred. Runhöjden är 5-7 centimeter. Runstenen står fem meter ifrån U 37. Inskriften är inte signerad men har attribuerats till Balle.
På bilden syns U 37 till vänster och U 38 till höger.

## Inskriften
Translitterering av runraden:
' likuiþr ' auk ' knu-... ... ...(t)u ' r--sa ' ...n · at · (u)... si- · (b)u--t(a) ' ...rlaugar · kuþ hie(b)li - sal · ha-s
Normalisering till runsvenska:
Likviðr ok Knu[tr] ... [le]tu r[æi]sa [stæi]n at ... si[nn], boa[n]da [Gæi]ʀlaugaʀ. Guð hiælpi ... sal ha[n]s.
Översättning till nusvenska:
Likvid och Knut ... läto resa stenen efter ... sin ..., Gerlögs man. Gud hjälpe hans själ.